# Тарасевич, Игорь Павлович
Игорь Павлович Тарасевич — советский и российский поэт, прозаик, сценарист, драматург, редактор, актёр и художник.
Член Союза журналистов СССР (1982), Союза писателей СССР (1989), Союза писателей Москвы (1991), Союза кинематографистов РФ (2019), Национальной гильдии драматургов (2019). Многократный номинант Букеровской премии, премии «Ясная Поляна», премии Ф. Искандера.

## Биография
Родился 11 октября 1951 года в Москве в семье научных работников. Мать Игоря Тарасевича — Лариса Михайловна Тарасевич, (1916—2006) профессор, основоположник одного из передовых направлений в вирусологии насекомых.
По окончании в 1968 году московской 165-й средней школы, Игорь поступил в Московский институт инженеров транспорта (МИИТ, ныне Российский университет транспорта). В 1970 ушёл из института, работал инструктором-мотоциклистом, рабочим в гидрологической экспедиции. В 1974 году закончил МИИТ, после чего два года служил офицером в железнодорожных войсках Советской армии.
В 1975 году, будучи в отпуске, поступил на заочное отделение Литературного института имени А. М. Горького. Закончил Литературный институт в 1981 году в семинаре поэзии.
Первая большая стихотворная подборка опубликована в 1974 году в журнале «Смена» с предисловием Владимира Соколова. Первая тоненькая книжечка стихов вышла в 1977 году в издательстве «Молодая гвардия».
Игорь Тарасевич автор пяти книг стихотворений, пяти книг стихотворных переводов, четырёх сборников рассказов, документальной повести, семи романов, в числе которых «Императрица Лулу» (2002), «Пилот и Матрёна» (2005), «Шут» (2014), «Неистощимая» (2016, премия «Серебряное перо России»), большого сборника сценариев «Непорочный круг» (2011). Автор более сотни публикаций различных жанров в «толстых» и «тонких» журналах, в газетах, альманахах, коллективных сборниках.
С 1976 года работал редактором и выпускающим редактором в различных газетах и журналах, на телевидении, был заместителем главного редактора журнала «Континент», главным редактором нескольких «глянцевых» журналов.
Автор полутора десятков снятых по его сценариям документальных, документально-телевизионных и телевизионных фильмов.
Автор нескольких сборников пьес, один из которых («В ожидании Шалтая-Болтая», 2012) вышел с предисловием Сергея Юрского, который написал:

Игорь Тарасевич, писатель, философ, оригинальный формотворец сюжетов, написал десяток пьес. Они ждут своего воплощения. Когда-нибудь плотина прорвется, и из этих брызжущих сарказмом и горечью текстов создастся особый театр, подобный «Театру Клары Газуль» Мериме и Театру Брехта. Будет свой режиссер, свои актеры, свои зрители для превращения будоражащих слов в действо.
С 2008 года снимается в кино, на телевидении и в рекламе как актёр. Снялся более чем в 50 проектах в основном в эпизодических ролях. Но есть и главные роли в сериях «вертикальных» сериалов и главная роль капитана Сухарева в к/ф Петра Чемера «Выиграть жизнь»(2014).
Первая выставка живописи Игоря Тарасевича состоялась в Доме кинематографистов в 2019 году.

## Избранная библиография
- Примирения нет. — 1990. — 382 с. — ISBN 5-250-00835-6.
- Мы должны говорить друг с другом. — 1990. — 352 с. — ISBN 5-235-00939-8.
- Сквозь стекло. — 1993. — ISBN 5-85676-021-2.
- Зимнее купание : Стихотворения разных лет. — 1993. — ISBN 5-86563-002-4.
- Второе зимнее купание. Стихотворения разных лет. М. — 1994. — ISBN 5-86-56-3-005-9.
- Императрица Лулу. — 2002. — 384 с. — ISBN 5-94957-004-9.
- Пилот и Матрёна. — 2005. — 432 с. — ISBN 5-94663-123-3.
- Непорочный круг. Киносценарии. — 2011. — 421 с. — ISBN 978-5-9902973-1-9.
- Как говорил Заратустра: комедии и драмы. — 2011. — ISBN 978-5-94663-287-4.
- В ожидании Шалтая-Болтая. Пьеса. Предисловие С. Юрского. — 2012.
- Влюблённый дельфин. — 2014. — 368 с. — ISBN 5-94663-343-0.
- Шут. Роман. — 2014. — ISBN 978-5-9691-1215-5.
- Две маленькие пьесы о любви. — 2015. — ISBN 978-5-990-2973-4-0.
- Неистощимая. — 2016. — 500 с. — ISBN 978-5-904155-67-4.